# Хенкин, Виктор Яковлевич
Ви́ктор Я́ковлевич Хе́нкин (1882, Ивановка, Екатеринославская губерния — 1944, Москва) — советский артист эстрады, актёр и певец.

## Биография
Родился в многодетной семье кузнеца Якова Эфроимовича Хенкина и его жены Софьи.
Начинал в украинском театре под руководством М. Кропивницкого. Играл в русских драматических театрах: Кручинина в Киеве (1910) и В. Крылова в Новочеркасске (1910). В том же году получил приглашение в петербургский театр «Фарс».
С 1912 года — актёр театра-кабаре «Летучая мышь». В 1917 году перешёл в Театр миниатюр Я. Южного. После закрытия театра работал на эстраде. Играл в миниатюрах, но успех имел исполнением песен на стихи Беранже («Старый фрак», «Лизетта», «Метла», «Ласточки» и другие).
В 1923 году получил ангажемент в Берлине и выехал из СССР через Прагу вместе с семьёй — женой Елизаветой Алексеевной Нелидовой (1881—1963) и сыном, литературоведом и радиоведущим Кириллом Викторовичем Хенкиным (1916—2008). В Берлине играл в театре «Синяя птица», затем переехал с семьёй в Париж. В 1929—1938 годах жил в США.
Гастролировал по всему миру исполняя песни, в том числе и на идише, записывался на граммофонных пластинках. Аккомпанировал себе на терменвоксе.
В 1941 году вернулся в СССР.

## Семья
- Жена — Елизавета Хенкина (Нелидова) (1881—1963), русская общественная деятельница, актриса, деятель теософского движения.
  - Сын — Кирилл Хенкин (1916—2008), литературовед и радиоведущий.

- Брат — народный артист РСФСР Владимир Яковлевич Хенкин.
- Дядя профессора, заведующего кафедрой госпитальной хирургии Черновицкого медицинского института Валентина Львовича Хенкина (1901—1978).
- Дядя фотографов Евгения Александровича (1900-1938) и Якова Александровича (1903-1941) Хенкиных и их сестры Софьи Александровны Хенкиной (1910—1994), заведующей редакцией журнала Звезда.